# لی نا (شمشیرباز)
لی نا (انگلیسی: Li Na؛ زادهٔ ۹ مارس ۱۹۸۱) شمشیرباز اهل چین است.